# Raquel Freire
Raquel Branco Rodrigues Freire (* 22. Juni 1973 in Porto) ist eine portugiesische Filmschaffende. Die erklärt pansexuell lebende Freire ist vor allem als Filmregisseurin bekannt, schreibt aber auch Drehbücher, produziert Filme und ist Autorin und Cronista. Sie engagiert sich auch als gesellschafts- und kulturpolitische Aktivistin und meldet sich in Debatten zur öffentlichen Kulturpolitik oder den Anliegen der LGBT-Gemeinschaft zu Wort. Freire gehört zu einer Reihe Frauen, die nach 2000 als Regisseurinnen bekannt wurden, was zuvor selten im portugiesischen Film vorkam.

## Leben
Raquel Freire wurde 1973 in der nordportugiesischen Stadt Porto geboren. Nach dem Gymnasium ging sie an die Universität Coimbra, wo sie Jura studierte. Sie lebte dort in der República Kimbo dos Sobas und begann sich in verschiedenen Studentenorganisationen und Gremien und kulturellen Institutionen zu engagieren. Dabei wandte sie sich immer stärker dem Film zu und entschied sich dann ganz für eine Laufbahn im Film.
1996/97 belegte sie einen Lehrgang zu Geschichte und Ästhetik des Kino Portugals und in ihrer Heimatstadt Porto zudem Kurse in Musik, Tanz, Theater, Fotografie und Malerei. 1997 assistierte sie Paulo Rocha bei seinem Film „Der goldene Fluss“ (O Rio do Ouro).
Sie gründete 1999 eine kleine Filmproduktion (Terrafilmes) und produzierte ihren ersten Kurzfilm, Rio Vermelho, mit dem sie beim Torino Film Festival für den Preis der Stadt Turin für den besten Kurzfilm nominiert war.
Mit Paulo Rocha schrieb sie 2000 die Dialoge für dessen Film „Die Wurzel des Herzens“ (A Raíz do Coração).
Freire gehörte zu den Persönlichkeiten, die in Portugal öffentlich die gesetzliche Anerkennung gleichgeschlechtlicher Ehen forderten und nach der erfolgten politischen Anerkennung 2010 auch öffentlich begrüßten.
2001 erschien ihr erster Langfilm, Rasganço, produziert von Paulo Branco. Der Film feierte seine Premiere bei den Internationalen Filmfestspielen von Venedig 2001, lief danach auf einer Reihe internationaler Filmfestivals und erschien 2004 in Portugal bei ZON/Lusomundo als DVD.
Die Kritik sah Freire danach als talentierte Regisseurin und bemerkte in ihrem Werk einen ikonoklastischen Blick auf Körper und körperliche Sehnsüchte und Ängste.

## Filmografie
| - 1999: Rio Vermelho (Kurzfilm, auch Drehbuch und Produktion) - 2001: Rasganço (auch Drehbuch) - 2008: Veneno Cura (auch Drehbuch) - 2011: A Vida Queima (auch Drehbuch und Produktion) - 2015: Dreamocracy (auch Drehbuch) - 2019: Mulheres do Meu País (Doku.) | - 1999: Rio Vermelho (Kurzfilm, auch Regie und Produktion) - 2000: Die Wurzel des Herzens (A Raíz do Coração), Regie: Paulo Rocha - 2001: Rasganço (auch Regie) - 2008: Veneno Cura (auch Regie) - 2011: A Vida Queima (auch Regie und Produktion) - 2015: Dreamocracy (auch Regie) | - 1999: Rio Vermelho (Kurzfilm, auch Regie und Drehbuch) - 2000: Anjo Negro (Kurzfilm), Regie: Carlos Braga - 2001: Canção Distante (Kurzfilm), Regie: Pedro Serrazina - 2006: Otro corto con niños (Kurzfilm), Regie: Darío Adanti, Federico Sacco - 2011: A Vida Queima (Kurzfilm, auch Regie und Drehbuch) |

## Bücher
- Raquel Freire: Trans Iberic Love., Divina Comédia, Lissabon 2013 (ISBN 978-989-863-319-4)
- Beitrag zur Anthologie Do branco ao negro., Sextante Editora, Lissabon 2014 (ISBN 978-989-676-114-1)